# KF KEK
El Klubi futbollistik Korporata Energjetike e Kosovës (en español: Club de Fútbol de la Corporación de Energía de Kosovo), conocido simplemente como KF KEK, es un equipo de fútbol de Kosovo que juega en la Liga e Parë, la Primera división de fútbol en el país.

## Historia
Fue fundado en el año 1928 en la ciudad de Kastriot con el nombre KF Obilici, aunque también ha tenido otros nombres como RMHK Kosovo y Elektropriveda. Es el único equipo de la ciudad de Kastriot en jugar en la Superliga de Kosovo.
El club ha sido campeón de la Superliga de Kosovo en dos ocasiones, así como campeó de copa en una ocasión y también cuenta con un título de supercopa.

## Palmarés
- Superliga de Kosovo: 2

1966/67, 1975/76
- Copa de Kosovo: 1

2002/03
- Supercopa de Kosovo: 1

2002/03
- Liga e Parë: 1

2017/18

## Jugadores

### Jugadores destacados
- Genc Bytyci